# Duża Dziura w Jaworzni
Duża Dziura w Jaworzni – jaskinia w Górach Świętokrzyskich. Wejście do niej znajduje się na Górze Kopaczowej, na terenie nieczynnych kamieniołomów w Jaworzni, w zachodniej części zachodniego kamieniołomu, w pobliżu Chelosiowej Jamy – Jaskini Jaworznickiej i Jaskini Pajęczej, na wysokości 266 m n.p.m. Jej długość wynosi 15 metrów, a deniwelacja 4 metry. Jaskinia znajduje się na terenie rezerwatu przyrody Chelosiowa Jama i jest niedostępna turystycznie.

## Opis jaskini
Za sztucznym i małym otworem wejściowym jaskini zaczyna się korytarzyk prowadzący do dużego poprzecznego korytarza. Na lewo korytarz kończy się zaraz kominkiem i małą salką z progiem, na prawo zaś prowadzi do niewielkiego otworu łączącego się z powierzchnią.

## Przyroda
W jaskini brak jest nacieków. Ściany są suche, nie ma na nich roślinności.

## Historia odkryć
Jaskinia została prawdopodobnie odkryta podczas prac w kamieniołomie w latach siedemdziesiątych XX wieku. Jej opis i plan sporządzili J. Gubała i A. Kasza w 1996 roku.